# Støj (video)
 For alternative betydninger, se Støj (flertydig). (Se også artikler, som begynder med Støj)
Støj i analog video eller tv er et statisk tilfældigt mønster af prikker, der vises, når der ikke transmitteres signaler fra antennemodtagere på tv'et eller andre enheder. Det tilfældige mønster, der ligger hen over billedet og er synligt i form af blinken af "prikker", ofte omtalt som "sne" på skærmen, er et resultat af elektrisk støj og stråling af elektromagnetisk støj, som tilfældigt opfanges af antennen. Effekten ses oftest i forbindelse med analoge tv eller tomme VHS-bånd.
Der er mange kilder til den elektromagnetiske støj, der kan forårsage det karakteristiske statiske mønster. Atmosfæriske kilder omfatter blandt andet den allestedsnærværende kosmisk baggrundsstråling samt mere lokalt forankrede radiobølger fra elektriske apparater i nærheden af antennen. 
Skærmen selv er også medvirkende til forstyrrelser, delvis på grund af Johnson-Nyquist-støj dannet af apparatets egen elektronik. Det meste af denne støj stammer fra den første transistor, som antennen er forbundet til.